# Nga
Nga (tiếng Nga: Россия, chuyển tự: Rossiya IPA: [rɐˈsʲijə] ⓘ), tên đầy đủ là Liên bang Nga (tiếng Nga: Российская Федерация, chuyển tự: Rossiyskaya Federatsiya IPA: [rɐˈsʲijskəjə fʲɪdʲɪˈraʦəjə] ⓘ, viết tắt là RF) là một quốc gia cộng hòa liên bang nằm ở phía Bắc của lục địa Á - Âu, đây là quốc gia có diện tích lớn nhất thế giới.
Nga là một nhà nước cộng hòa liên bang với 85 thực thể liên bang. Nga có biên giới giáp với Na Uy, Phần Lan, Estonia, Latvia, Litva, Ba Lan (cả hai đều qua tỉnh Kaliningrad), Belarus, Ukraina, Gruzia, Azerbaijan, Kazakhstan, Trung Quốc, Mông Cổ và Bắc Triều Tiên, có biên giới trên biển với Nhật Bản (qua biển Okhotsk), Thổ Nhĩ Kỳ (qua biển Đen), Hoa Kỳ (qua eo biển Bering) và Canada qua Bắc Băng Dương. Với diện tích 17,098,246 km² (6,601,670 mi²), Nga có diện tích lớn nhất thế giới, bao phủ gần 1/9 diện tích lục địa. Lãnh thổ Nga kéo dài qua phần phía bắc châu Á và 40% châu Âu, bao gồm 11 múi giờ và sở hữu nhiều loại địa hình. Nga có trữ lượng khoáng sản và năng lượng lớn nhất thế giới, được coi là một trong những siêu cường năng lượng. Nga cũng có diện tích rừng lớn nhất thế giới và các hồ của Nga chứa xấp xỉ 25% lượng nước ngọt không đóng băng của thế giới.
Nga đã thiết lập tầm ảnh hưởng trên khắp thế giới từ thời Đế quốc Nga. Dưới thời kỳ Liên bang Xô viết, nhà nước xã hội chủ nghĩa đầu tiên trên thế giới, Liên Xô được công nhận là một trong hai siêu cường thời đó cùng với Hoa Kỳ, đóng vai trò quan trọng hàng đầu trong thắng lợi của Khối Đồng Minh trong Thế chiến II. Liên bang Nga được thành lập kể từ sau sự sụp đổ và tan rã của Liên Xô cùng Khối phía Đông vào năm 1991 và được công nhận là sự kế tục pháp lý của nhà nước Xô viết.
Ngày nay, Nga là một trong những nước sở hữu vũ khí hạt nhân được công nhận và đồng thời sở hữu kho vũ khí hủy diệt hàng loạt lớn nhất thế giới. Nga là thành viên thường trực của Hội đồng Bảo an Liên Hợp Quốc, G20, APEC, SCO, EurAsEC và lãnh đạo của Cộng đồng các Quốc gia Độc lập.

### Nước Rus' Kiev

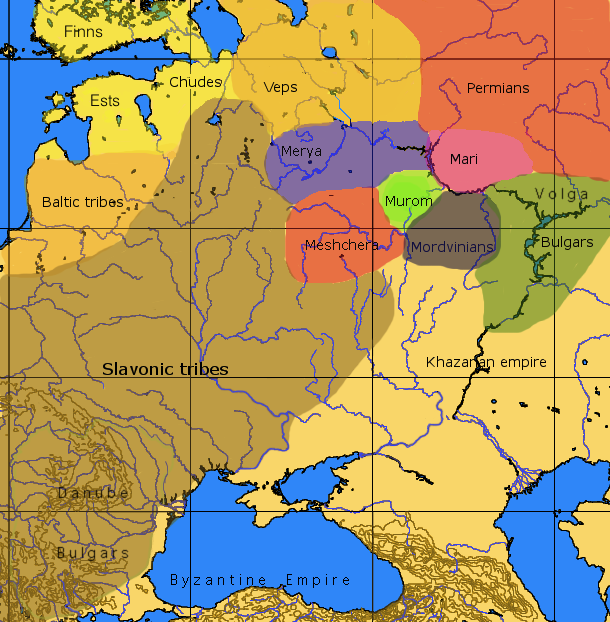
Bản đồ gần đúng về các nền văn hóa của Nga phần châu Âu khi người Varangia đến

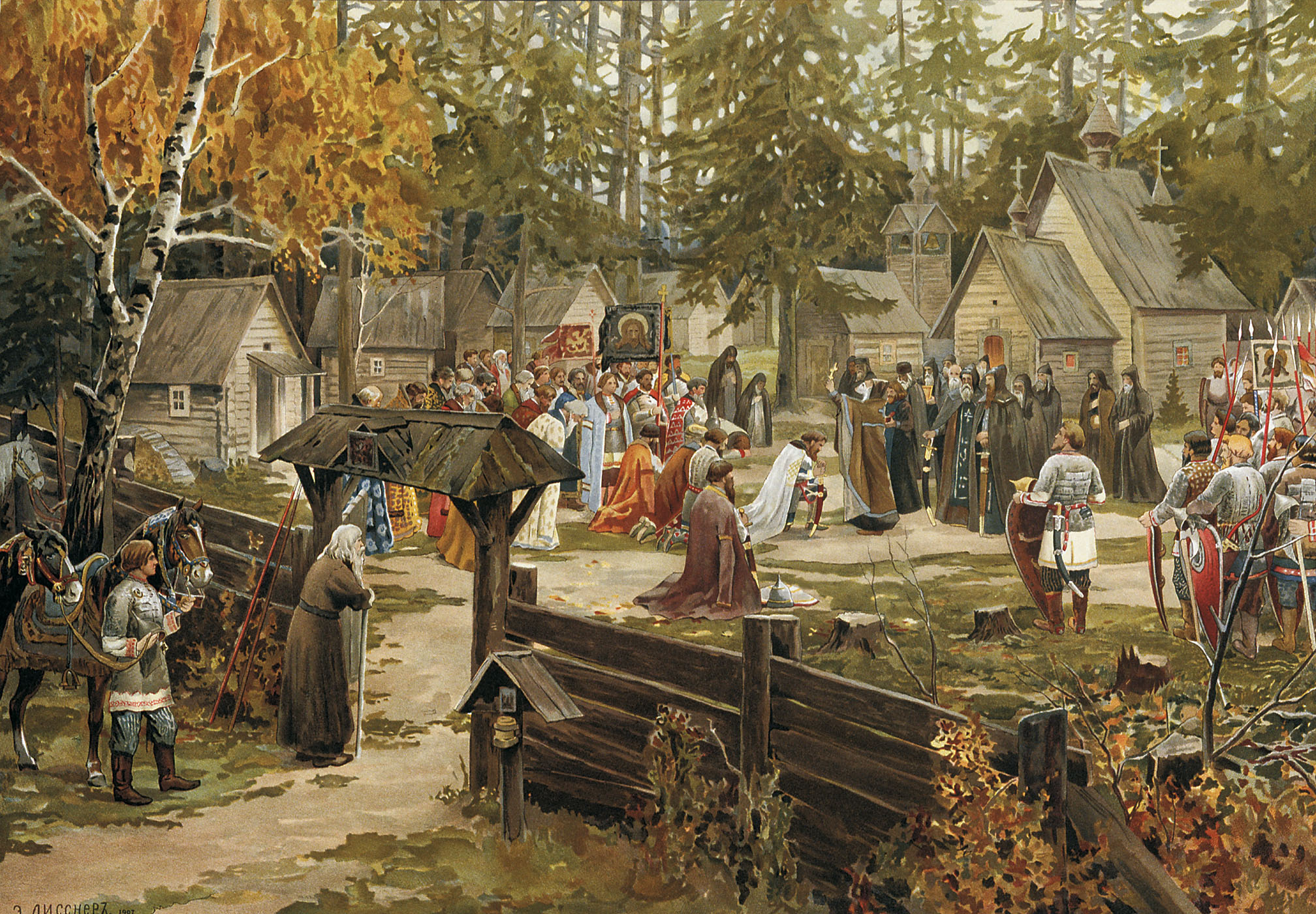
Sergius xứ Radonezh ban phép lành cho Dmitry Donskoy trước Trận Kulikovo, tranh vẽ của Ernst Lissner

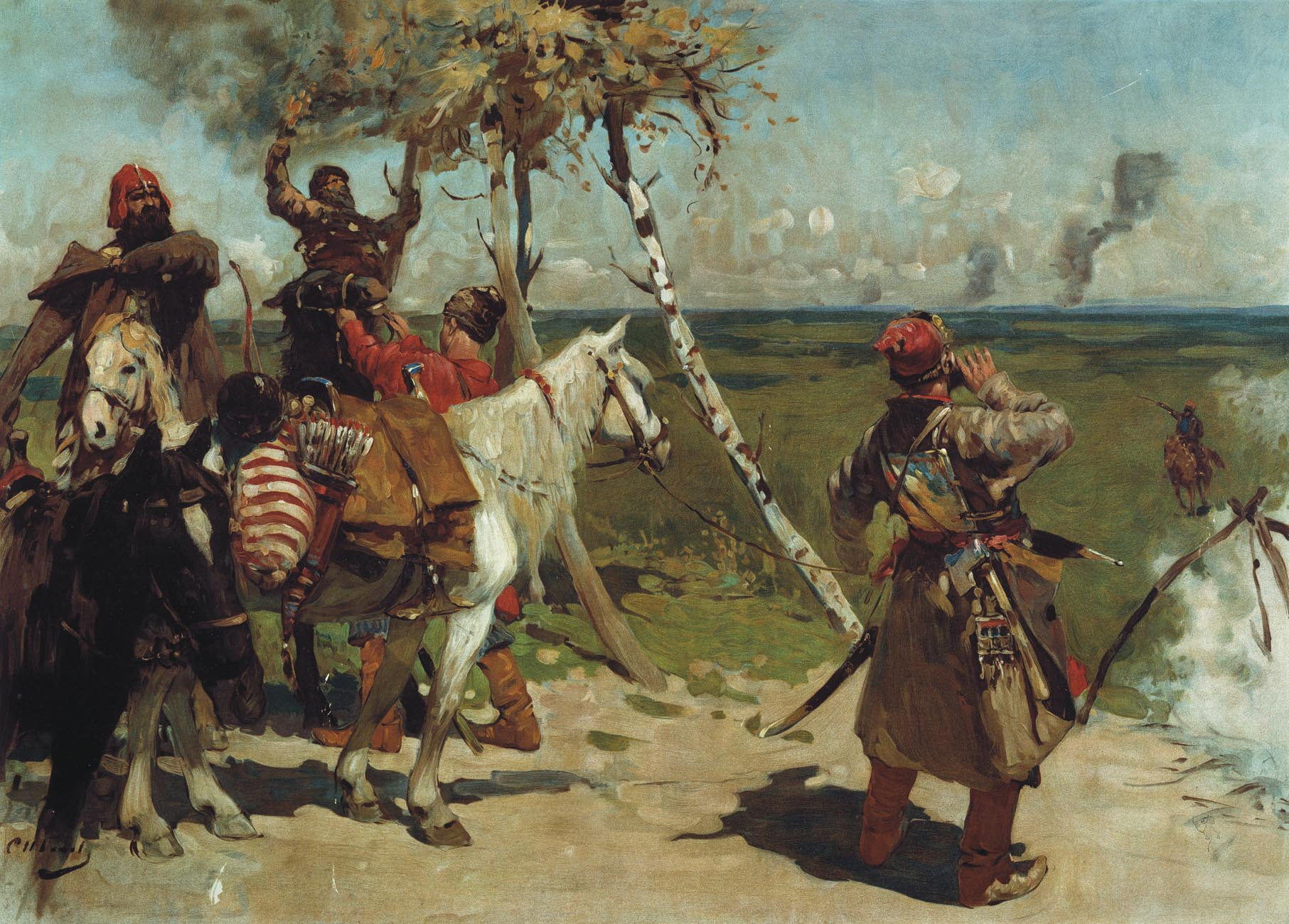
Quân tuần tra Muscovie Nga ở biên giới phía nam

### Đế quốc Nga

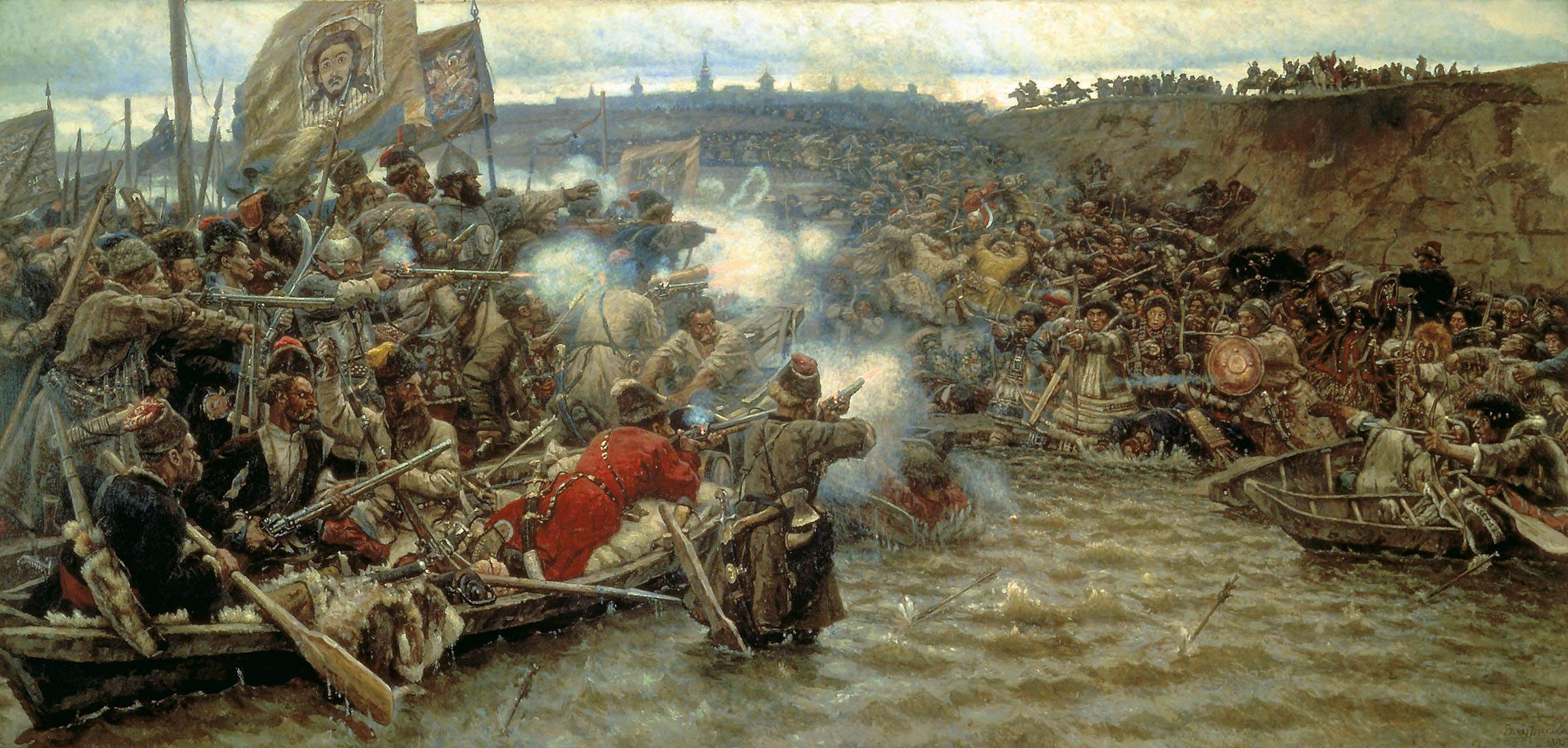
Quân Nga tấn công vùng Siberia cuối thế kỷ XVI dưới sự chỉ huy của Yermak

Chiến hạm Nhật đánh chìm Hạm đội Nga trong Hải chiến cảng Lữ Thuận 1904

### Nga Xô viết

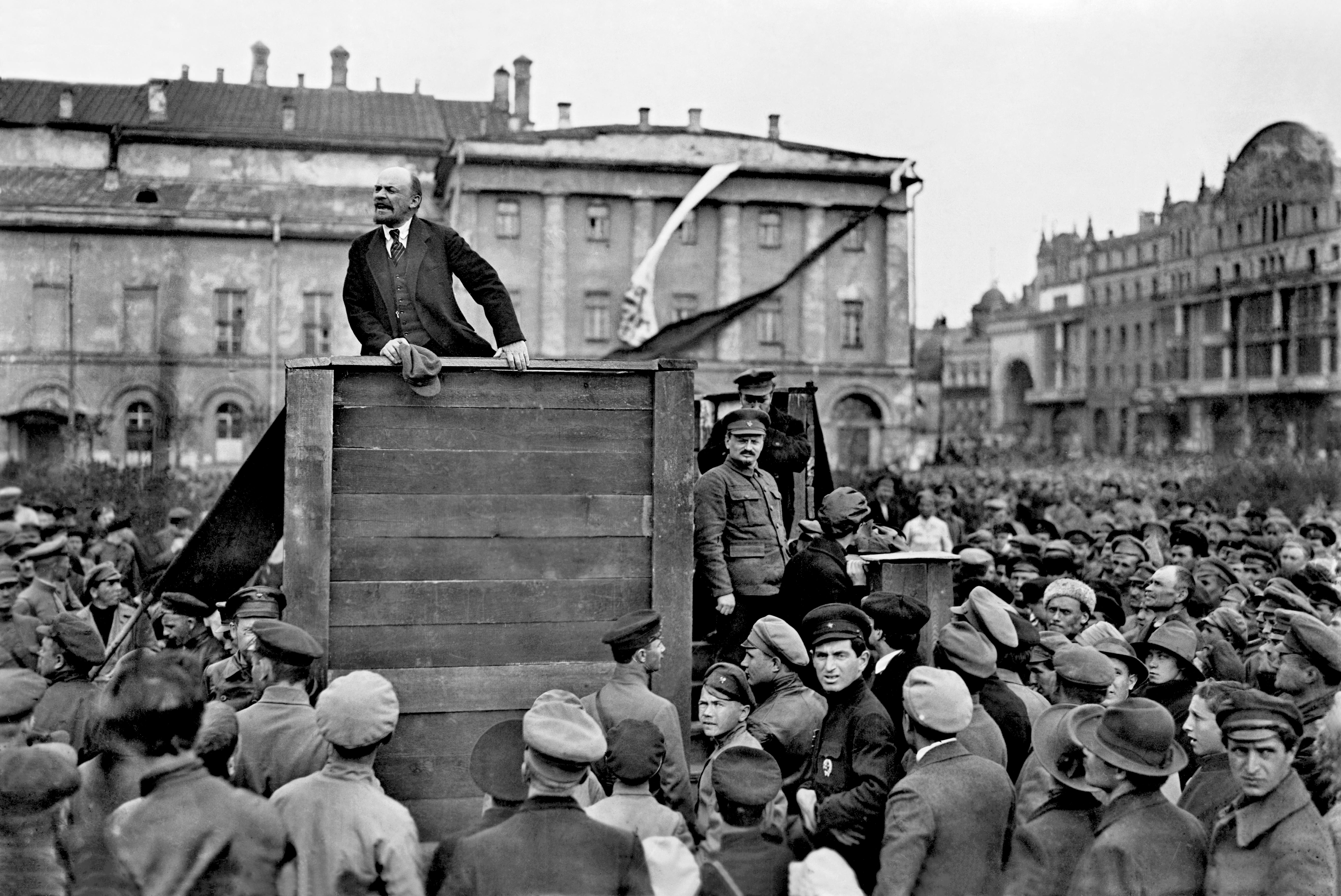
Vladimir Lenin diễn thuyết tại Moskva năm 1920, Leon Trotsky đang đứng dựa lưng.

Lá cờ chiến thắng trên nóc tòa nhà Reichstag (Quốc hội Đức) sau Trận Berlin tháng 5 năm 1945.

### Liên bang Nga (1991 tới nay)

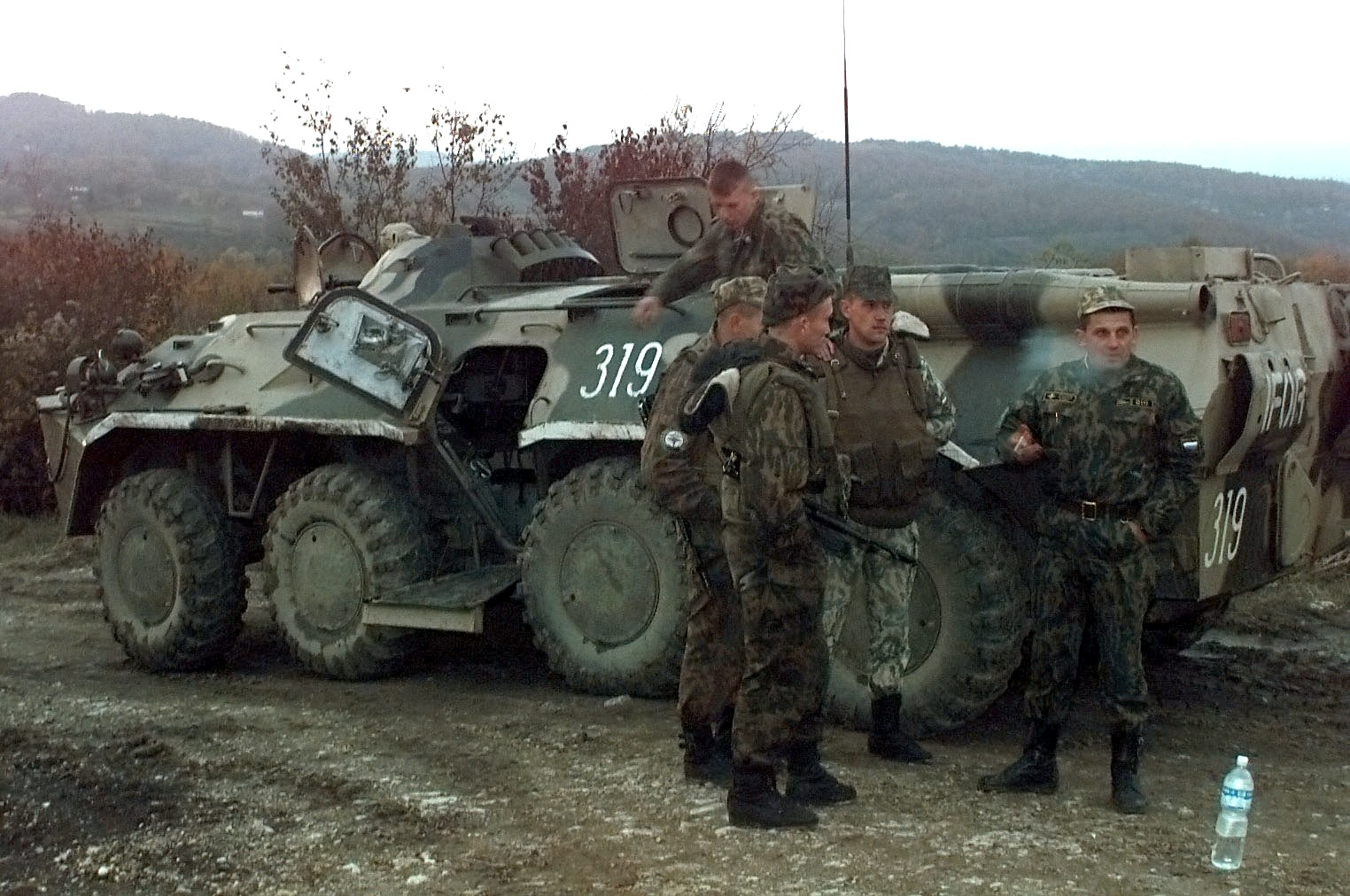
Thiết giáp BTR-80 của Quân đội Nga năm 1996

## Chính phủ và chính trị

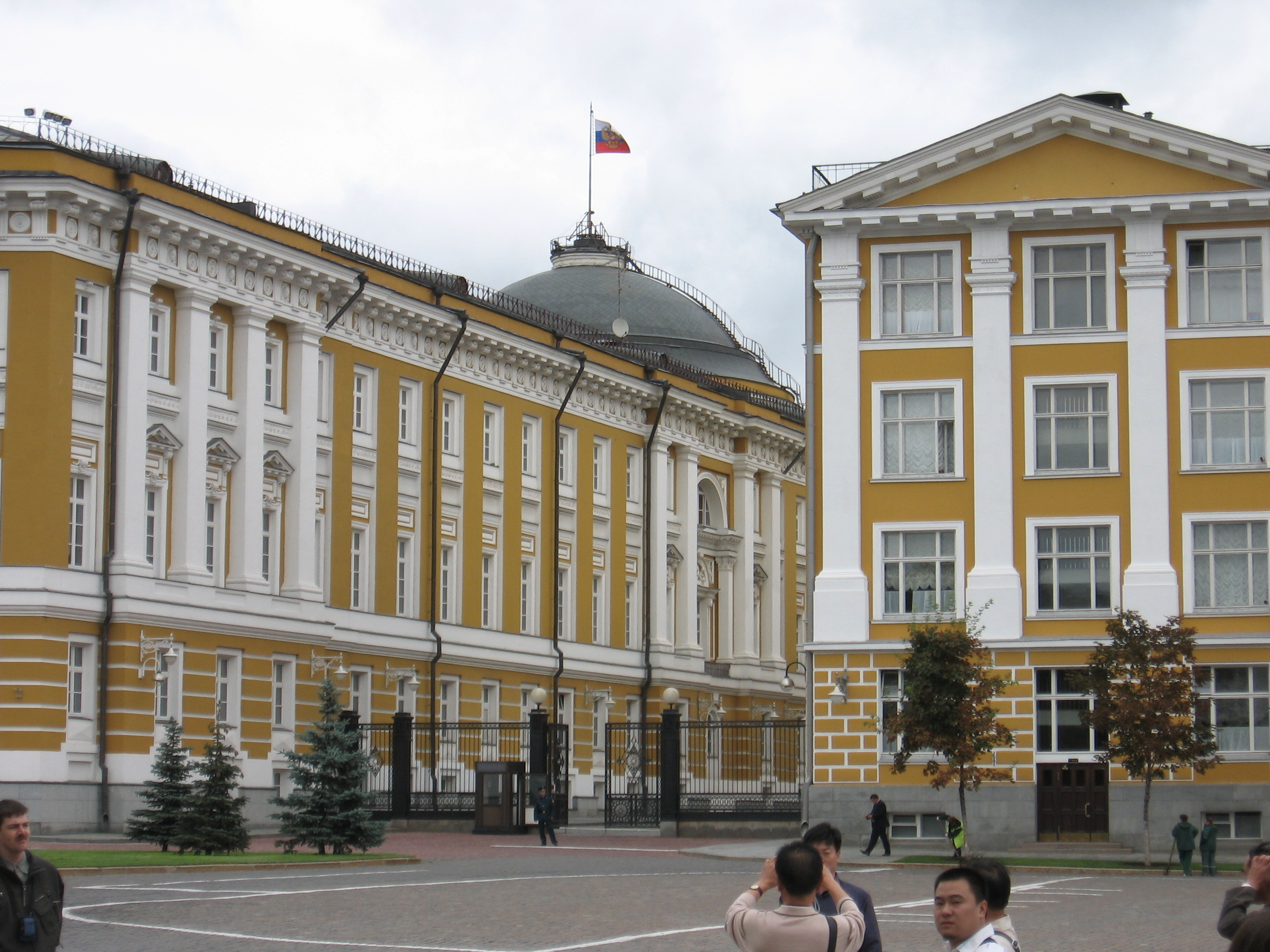
Lối vào Thượng viện Kremli, một phần của Điện Kremli và là nơi làm việc của Tổng thống Nga.

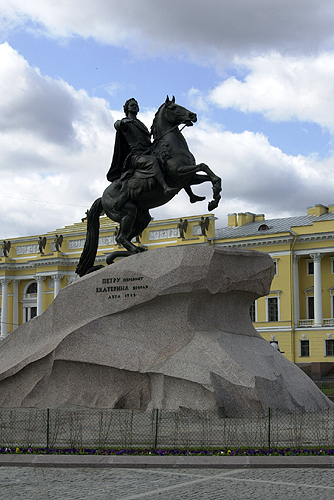
Đài kỷ niệm Người cưỡi ngựa đồng phía trước Toà án Hiến pháp Nga tại Sankt Peterburg.